# Hazard (gioco)
Hazard o Hasard è un antico gioco inglese praticato con due dadi; viene menzionato nei Racconti di Canterbury di Geoffrey Chaucer nel XIV secolo. Nonostante le sue regole complesse, l'hazard era molto popolare nel XVII e XVIII secolo.

## Regole
Può giocare un numero qualsiasi di persone, ma solo un giocatore alla volta, il tiratore, ha i dadi. Il tiratore mantiene il proprio ruolo finché non perde tre volte di seguito. Dopo la terza sconfitta, deve passare i dadi a sinistra: quel giocatore diventa il nuovo tiratore.
All'inizio del turno, il tiratore sceglie un numero compreso tra 5 e 9, chiamato main. Se al primo tiro ottiene un numero diverso che non comporta una vittoria o una sconfitta immediata, quel numero diventa la chance. Il tiratore dovrà cercare di ottenere nuovamente la chance prima del main per vincere la scommessa.

## Scommesse
Le scommesse si effettuano tra il tiratore e il banco, che può essere rappresentato dagli altri giocatori come gruppo.
Se il tiratore vince al primo tiro ottiene una somma pari alla puntata. Dopo il primo tiro, vince se ottiene la chance prima del main.
Dopo il primo tiro, il tiratore (e altri, tramite scommesse laterali) può scommettere un’ulteriore somma che uscirà la chance prima del main. Queste scommesse sono effettuate a quote determinate dal rapporto tra le probabilità del main e della chance.

Probabilità di combinazioni specifiche con due dadi

## Etimologia e storia
Ci sono diverse ipotesi, sia che il nome "hasard" derivi dall'arabo al-zahr (dadi) sia che provenga dal francese antico. L'origine della parola francese è incerta, ma probabilmente deriva dallo spagnolo azar ("una carta o tiro sfortunato"), con la -d finale aggiunta per analogia col suffisso francese -ard.
Il gioco era popolare nell'Inghilterra del XVII secolo ed era già diffuso nella Colonia della Virginia, dove nel 1624 una legge vietava ai ministri religiosi di giocare ai dadi. Le regole con le relative quote per le scommesse erano già codificate nel 1790, come pubblicato in Hoyle's Games, Improved.
Fu introdotto in Francia prima del 1792, quando fu descritto nell'Encyclopédie Méthodique come Krabs, dal termine inglese crabs, riferito al tiro di 2 o 3.dadi.